# 洪錦城
洪錦城（英語：Hung Kam Shing，1857年—1907年），乃香港望族之一洪錦城家族的奠基者。

## 簡歷
洪錦城為第一代香港歐亞混血兒，父親為英國商人John Graham Anderson。曾入讀中央書院，與何東為同學。成績優異，多次獲得獎學金。

## 事業
洪錦城先任職政府傳譯部門，及後營商致富。其家族後人多次與其他香港歐亞混血兒有聯姻關係。